# Musei Vaticani

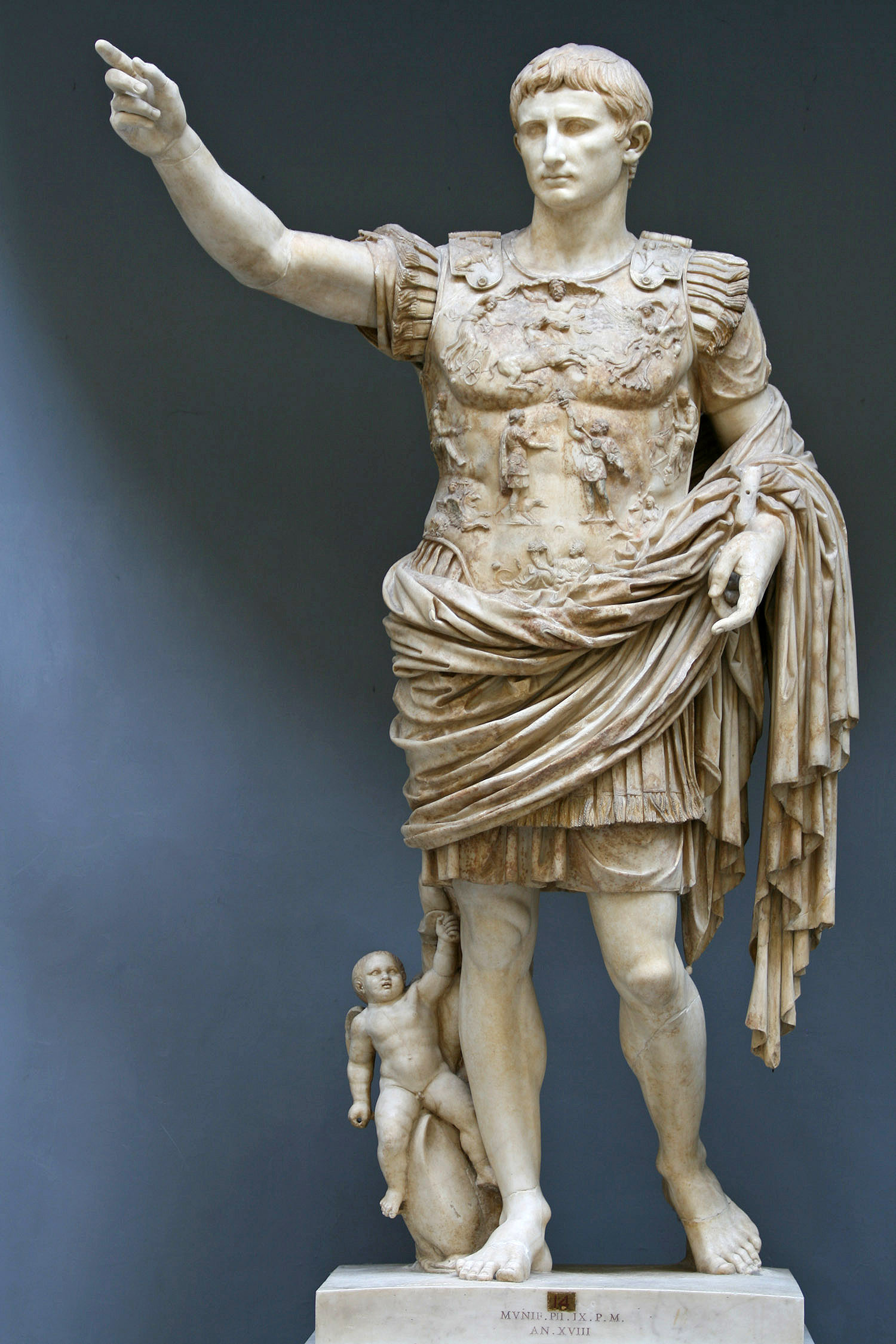
LAugusto di Prima Porta

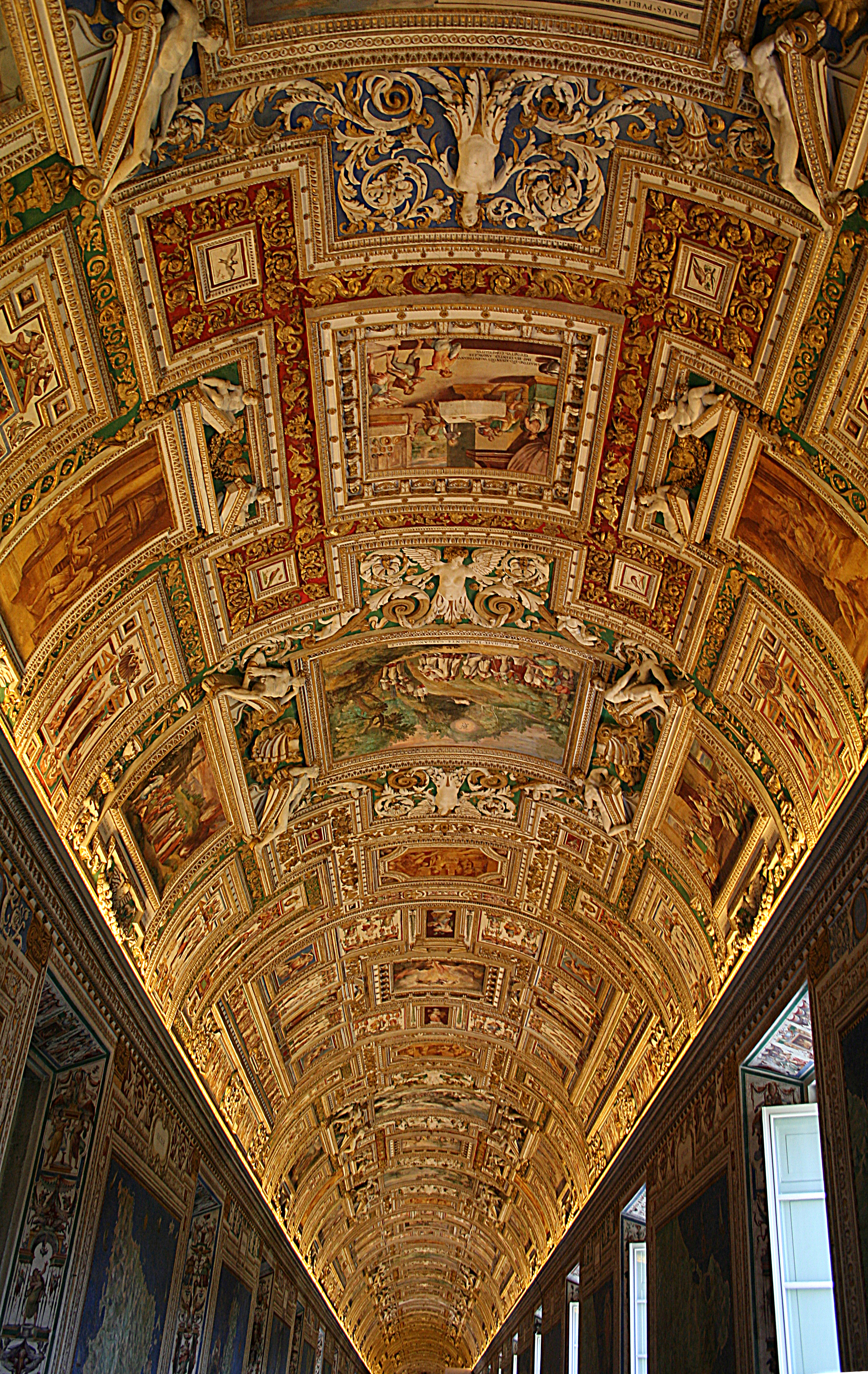
La volta della Galleria delle carte geografiche

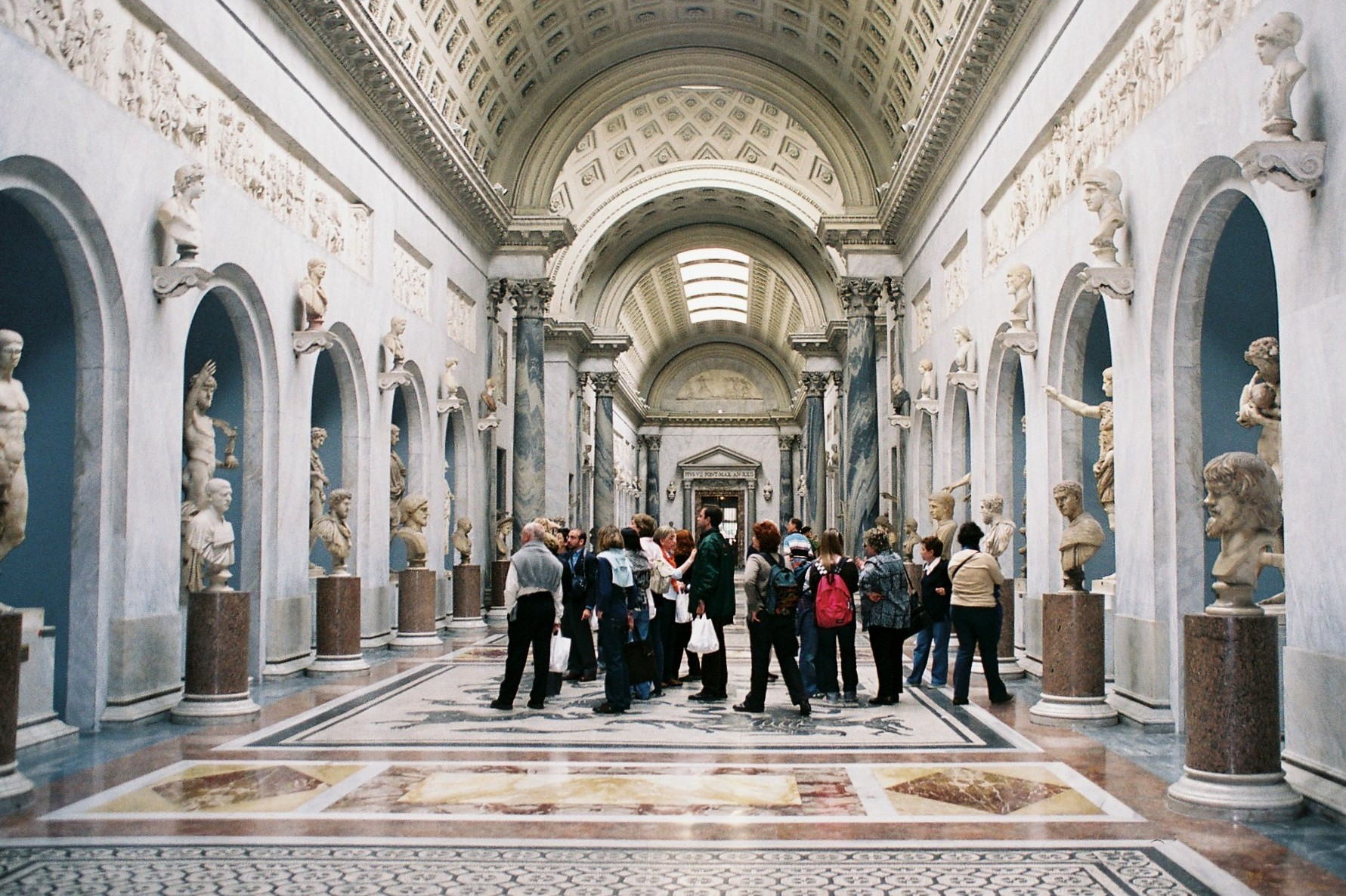
Il "Braccio Nuovo"

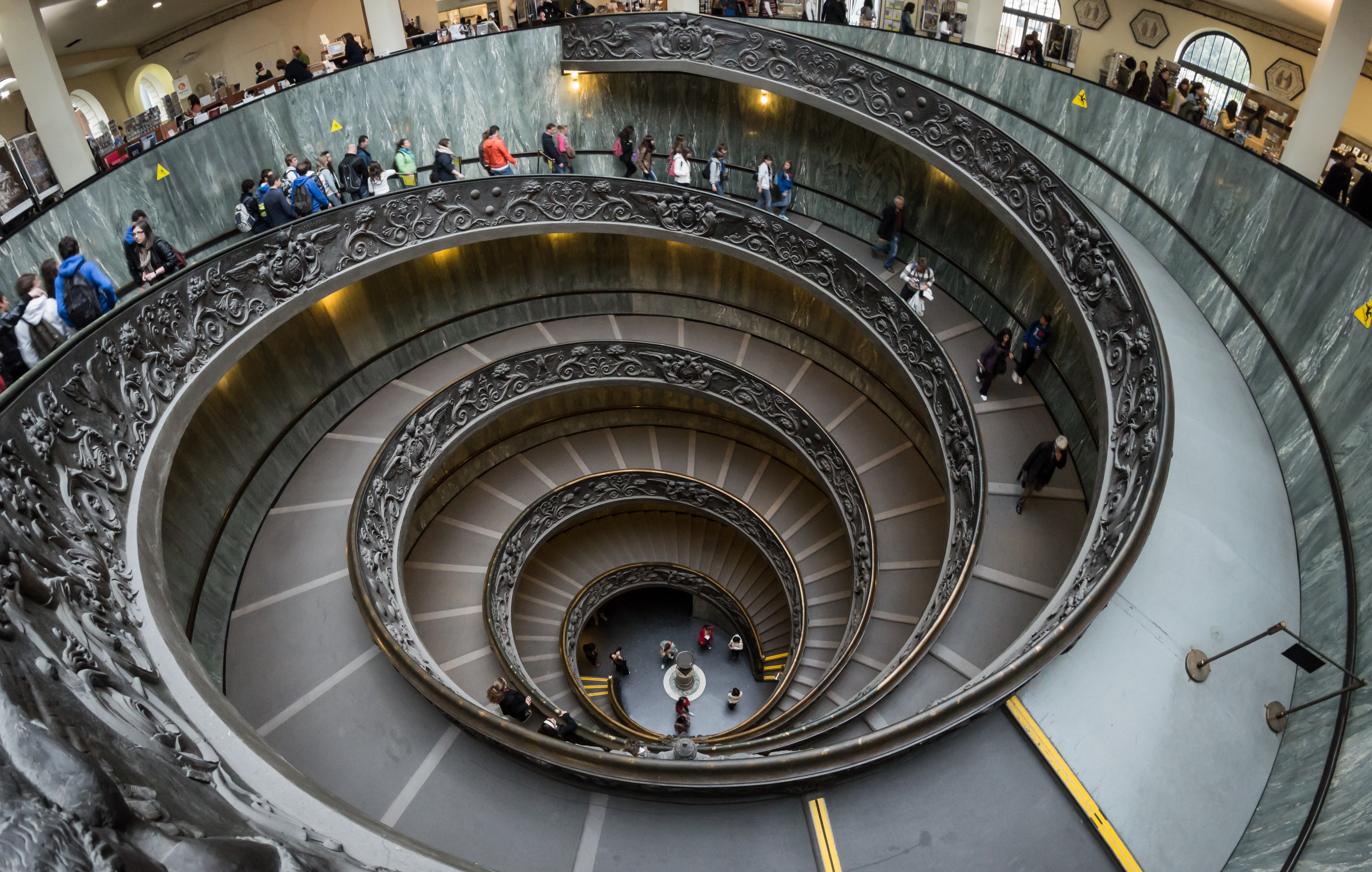
Le scale a spirale di Giuseppe Momo decorate con i pannelli bronzei di Antonio Maraini (1932)

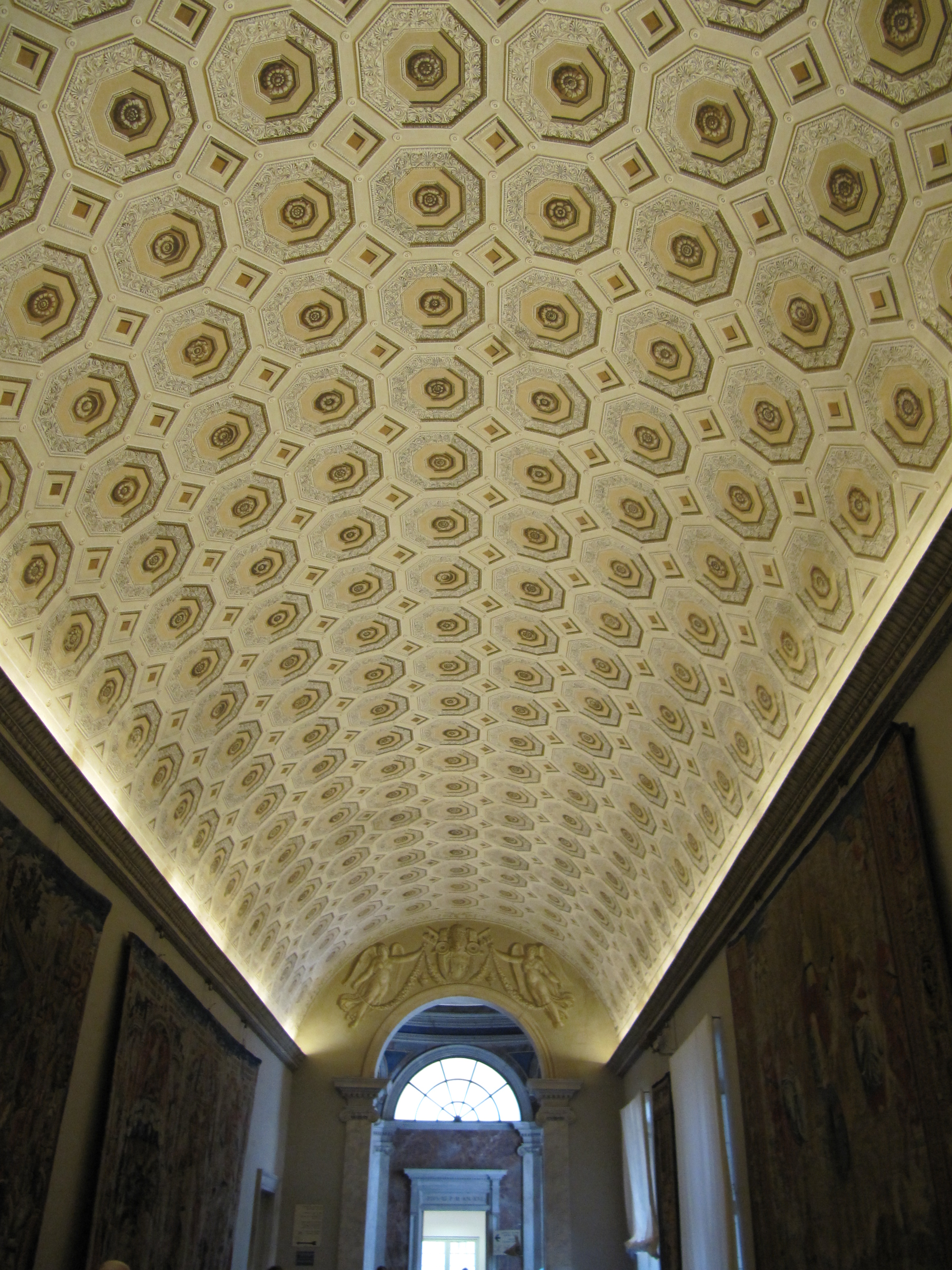
La volta della Galleria degli Arazzi

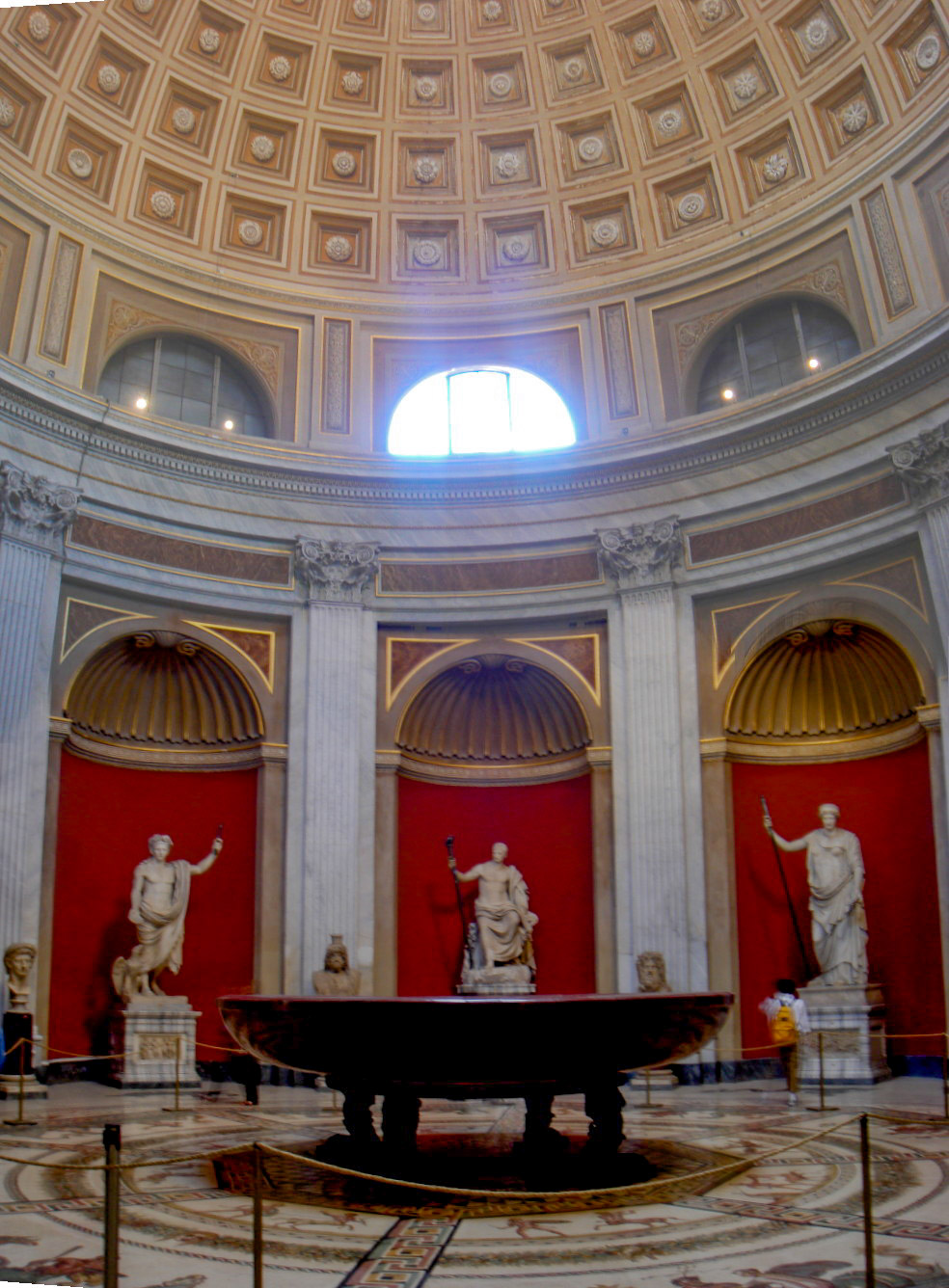
La sala della Rotonda del Museo Pio-Clementino

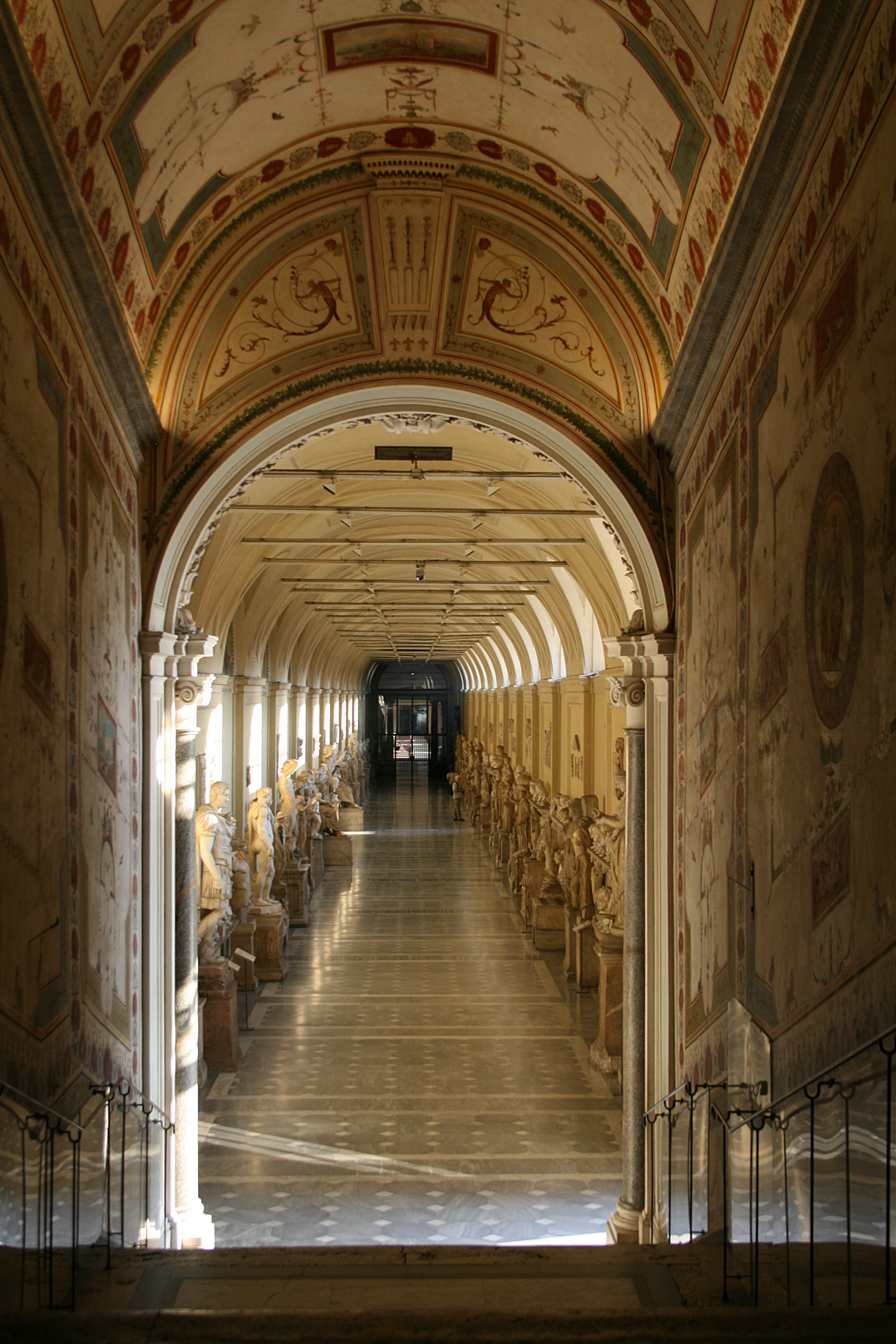
Il Museo Chiaramonti

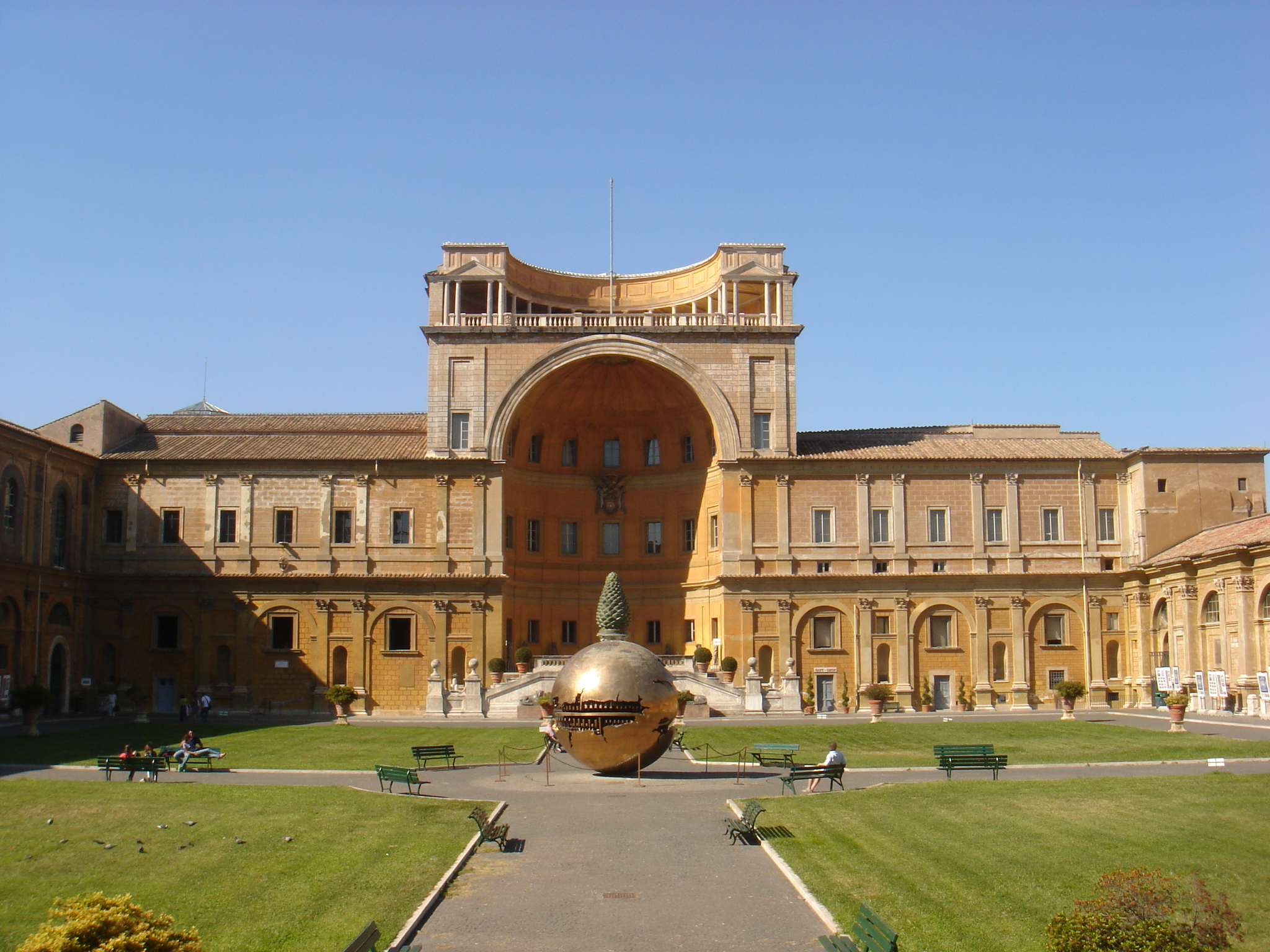
Il Cortile della Pigna con la Sfera di Arnaldo Pomodoro

I Musei Vaticani sono il museo nazionale della Città del Vaticano, a Roma. Fondati da papa Giulio II nel XVI secolo, occupano gran parte del vasto cortile del Belvedere e sono una delle raccolte d'arte più grandi del mondo, dal momento che espongono l'enorme collezione di opere d'arte accumulata nei secoli dai papi: la Cappella Sistina e gli appartamenti papali affrescati da Michelangelo e Raffaello sono parte delle opere che i visitatori possono ammirare nel loro percorso. Benché i musei si trovino interamente in territorio vaticano, il loro ingresso si trova in territorio italiano, in viale Vaticano 6 a Roma.
Il museo ha un'affluenza media annua di circa sei milioni e mezzo di visitatori da tutto il mondo (più di 6 700 000 nel 2018). Dal 1º gennaio 2017 il direttore del complesso è Barbara Jatta, prima donna ad assumere tale incarico.

## Storia
I Musei Vaticani furono fondati da papa Giulio II nel 1506 e aperti al pubblico nel 1771 per volere di papa Clemente XIV. La scultura che gettò le basi per la costruzione del museo fu il cosiddetto Gruppo del Laocoonte: essa raffigura Laocoonte, il sacerdote che secondo la mitologia greca tentò di convincere i Troiani a non accettare il cavallo di legno che i Greci sembravano aver donato loro. La statua fu trovata il 14 gennaio 1506 in un vigneto nei pressi della basilica di Santa Maria Maggiore a Roma. Papa Giulio II mandò Giuliano da Sangallo e Michelangelo Buonarroti, che lavoravano al Vaticano, ad esaminare la scoperta, e su loro consiglio acquistò subito la scultura dal proprietario della vigna. Un mese dopo l'opera, che rappresenta Laocoonte e i suoi figli stretti tra le spire di un serpente marino, fu esposta al pubblico in Vaticano.
Un clamoroso caso si ebbe nel maggio del 1938, quando Adolf Hitler, capo della Germania nazista, arrivò a Roma, ospite del re Vittorio Emanuele III e di Benito Mussolini. Papa Pio XI non lo volle ricevere, e per evitare ciò si trasferì eccezionalmente, per qualche giorno, nella villa di Castel Gandolfo. Inoltre, caso senza precedenti, stabilì che il museo e la basilica fossero chiusi a ogni visitatore durante il breve periodo della visita del Führer. In tal modo il capo tedesco non sarebbe potuto entrare in territorio vaticano nemmeno accedendo ai Musei.

## Apertura del museo
All'inizio dell'anno santo del 2000 è stato approntato un nuovo ingresso ai Musei, ricavato nelle mura vaticane, subito a sinistra - muro disposto a 90 gradi - del vecchio ingresso, risalente al 1932. Un passaggio è stato destinato all'ingresso, e l'altro all'uscita dei visitatori. Un apposito articolo del Trattato del 1929 stabilisce che la Santa Sede non può alienare i beni contenuti nei musei, può regolare le date e gli orari d'ingresso ma è tenuta a consentire la visita ai turisti e agli studiosi; si tratta quindi di una sorta di servitù internazionale.
I musei sono chiusi in alcune date festive (1º gennaio, 6 gennaio, 11 febbraio, 19 marzo, Pasqua e Lunedì dell'Angelo, 1º maggio, 29 giugno, 15 agosto, 1º novembre, 8 dicembre, 25 dicembre, 26 dicembre). I Musei sono chiusi la domenica, a eccezione dell'ultima domenica del mese (purché non coincida con le precedenti festività). Nell'ottobre del 2006 i musei hanno celebrato il proprio cinquecentesimo anniversario aprendo permanentemente al pubblico gli scavi archeologici di una necropoli che si trovano sul Colle Vaticano.

## Descrizione
I Musei Vaticani, giustamente chiamati al plurale, sono in realtà un insieme di musei e collezioni. Attualmente comprendono: i Musei e gli ambienti visitabili dei palazzi Vaticani.
Musei
- Pinacoteca vaticana: la collezione fu dapprima ospitata nell'Appartamento Borgia, finché papa Pio XI ordinò che fosse costruito un palazzo ad essa dedicato. L'architetto incaricato dell'opera fu Luca Beltrami. Il museo contiene opere di pittori come Giotto, Leonardo, Raffaello e Caravaggio.
- Collezione d'arte religiosa moderna: raccoglie opere di artisti come Francis Bacon, Carlo Carrà, Marc Chagall, Salvador Dalí, Giorgio de Chirico, Venanzo Crocetti, Felice Mina, Paul Gauguin, Wassily Kandinsky, Henri Matisse e Vincent van Gogh.
- Museo Pio-Clementino: papa Clemente XIV fondò il museo vaticano Pio-Clementino nel 1771, e originariamente fu adibito alla raccolta di opere antiche e rinascimentali. Il museo e la sua collezione furono ampliati dal successore papa Pio VI. Oggi il museo ospita antiche sculture greche e romane.
- Museo missionario-etnologico: venne fondato da Pio XI nel 1926, accoglie opere, in prevalenza di carattere religioso, provenienti da tutte le parti del mondo; è composto soprattutto da doni fatti al papa.
- Museo gregoriano egizio: fondato da papa Gregorio XVI, il museo ospita una vasta collezione di reperti dell'antico Egitto. Il materiale esposto comprende papiri, mummie, un libro dei morti e la collezione Grassi.
- Museo gregoriano etrusco: fondato da papa Gregorio XVI nel 1836, questo museo dispone di otto gallerie ed ospita importanti reperti di epoca etrusca, provenienti dagli scavi archeologici. Tra questi vasi, sarcofagi, bronzi e la collezione Guglielmi.
- Museo pio cristiano: ospita soprattutto opere di arte paleocristiana
- Museo gregoriano profano: ospita opere di arte romana
- il padiglione delle carrozze, che conserva alcuni dei veicoli con i quali si spostavano i papi nel passato, fa parte del Museo storico vaticano, la cui sede principale si trova nel Palazzo del Laterano
- Museo filatelico e numismatico
- Musei della biblioteca Apostolica Vaticana
- Museo Chiaramonti: prende il nome da papa Pio VII Chiaramonti, che lo fondò agli inizi del XIX secolo. È composto da un'ampia galleria ad archi ai lati della quale sono esposte numerose sculture, sarcofagi e fregi. La nuova ala, il Braccio Nuovo, costruita da Raphael Stern, ospita celebri statue come l'Augusto di Prima Porta. Un'altra parte del museo Chiaramonti è la Galeria lapidaria, che contiene più di 3 000 tavolette ed iscrizioni di pietra, rappresentando la più grande collezione del mondo di questo tipo di manufatti. Tuttavia viene aperta ai visitatori solo su richiesta, generalmente per motivi di studio.

Palazzi Vaticani
- le gallerie:
  - Galleria Lapidaria
  - Galleria detta Braccio Nuovo
  - Galleria dei Candelabri
    - Galleria degli Arazzi

  - Galleria delle carte geografiche
- le cappelle:
  - Cappella Sistina
  - Cappella Niccolina
  - Cappella di Urbano VIII
- le stanze o sale:
  - Sala della biga
  - Appartamento di san Pio V
  - Sala Sobieski
  - Sala dell'Immacolata
  - Stanze di Raffaello
  - Loggia di Raffaello
  - Sala dei Chiaroscuri
  - Appartamento Borgia
  - Salette degli Originali greci

## Opere

### Arte antica
- Divinità fluviale Arno
- Da Mirone, Atena e Marsia
- Da Fidia, Amazzone Mattei
- Da Prassitele, Afrodite cnidia
- Da Leocare, Apollo del Belvedere
- Da Lisippo, Apoxyómenos
- Gruppo del Laocoonte
- Affreschi dell'Odissea dalla casa di via Graziosa
- Augusto di Prima Porta
- Statua colossale di Claudio
- Arianna addormentata
- Base dei Vicomagistri
- Ritratto del decennale di Traiano
- Base della Colonna di Antonino Pio
- Ritratto di Filippo l'Arabo
- Sarcofago di Scipione Barbato
- Sarcofago di Plotino
- Mosaico con atleti dalle Terme di Caracalla
- Sarcofago di Elena
- Sarcofago di Costantina
- Sarcofago dogmatico
- Pignone

### Arte medievale
- Evangeliario di Lorsch
- Giotto, Polittico Stefaneschi
- Gentile da Fabriano
  - Annunciazione
  - Scomparti della predella del Polittico Quaratesi

### Arte rinascimentale, barocca e rococò
- Caravaggio, Deposizione
- Beato Angelico
  - Predella della Pala di Perugia
  - Stimmate di san Francesco
- Filippo Lippi, Incoronazione Marsuppini
- Ercole de' Roberti, Storie di san Vincenzo Ferrer
- Melozzo da Forlì
  - Sisto IV nomina il Platina prefetto della biblioteca Vaticana
  - Angeli musicanti
- Perugino
  - Resurrezione di San Francesco al Prato
  - Pala dei DecemviriSala della Biga
- Giovanni Bellini, Pietà di Pesaro
- Leonardo da Vinci, San Girolamo

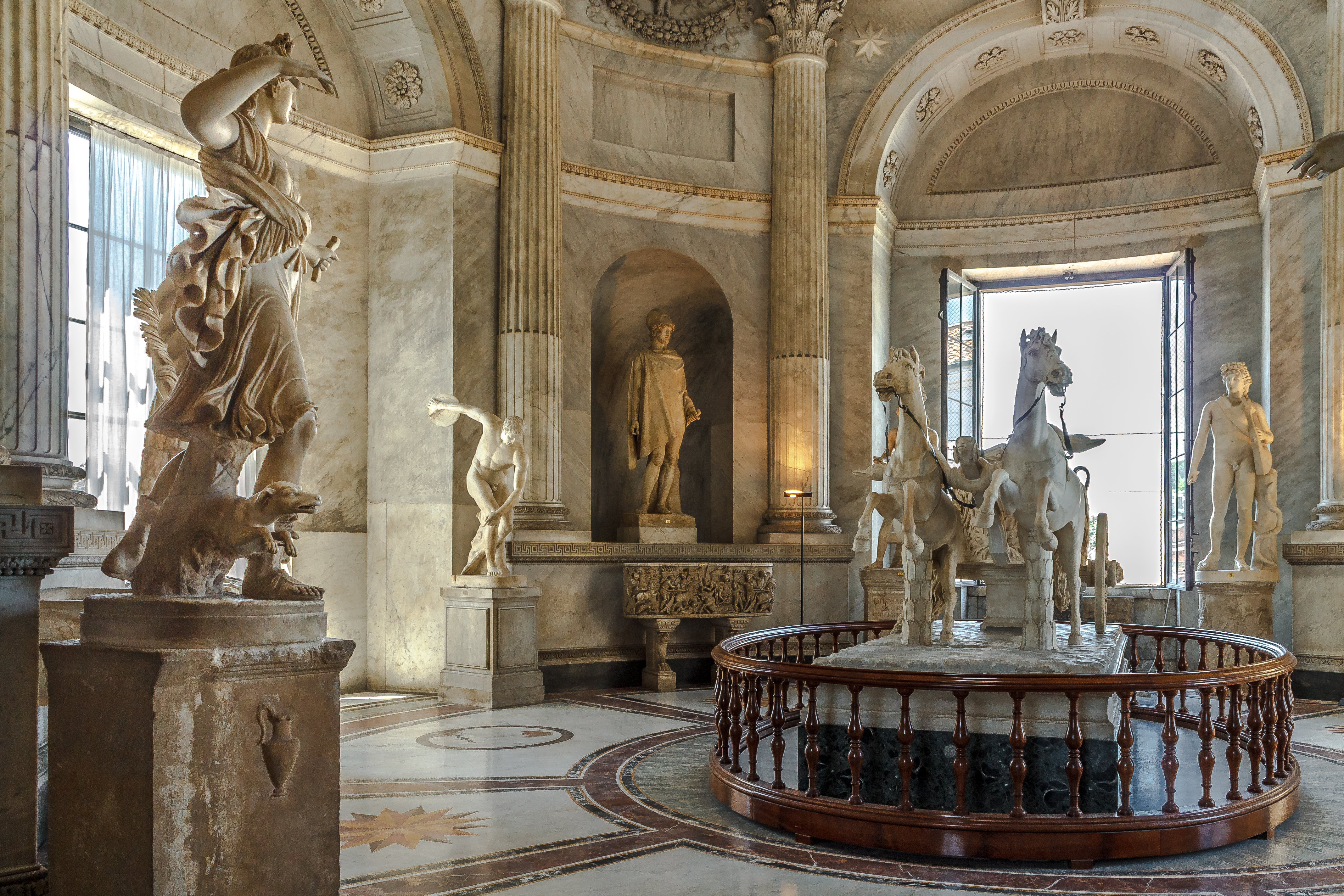
Sala della Biga

- Michelangelo, Crocifissione di san Pietro
- Raffaello
  - Trasfigurazione
  - Madonna di Foligno
  - Pala degli Oddi
  - Fede, Speranza e Carità
- Tiziano
  - Pala di San Nicolò dei Frari
- Da Raffaello, Arazzi della Cappella Sistina
- Correggio, parti del Trittico dell'Umanità
- Nicolas Poussin, Martirio di sant'Erasmo

### Arte moderna e contemporanea
- Henri Matisse
- Salvador Dalí
- Antonio Canova, Perseo trionfante
- Felice Mina, medaglia Papa Giovanni XXIII

## Mostre
In occasione dell'Anno internazionale dell'astronomia (2009), si tenne una mostra che intendeva illustrare il percorso evolutivo dell'Astronomia negli ultimi secoli attraverso la selezione di strumenti (dall'epoca pre-galileiana fino ai giorni nostri), volumi e documenti.

## Visitatori
Nell’anno Giubilare 1925, i visitatori furono 400.000; nell’anno giubilare straordinario 1933/34 furono 425.000; nell’anno giubilare 1950 1.100.000 con punte di 12.000 persone al giorno. Anche il numero dei visitatori nei periodi ordinari andò crescendo progressivamente; dai 310.000 del 1951 si era giunti ai 600.000 del 1957 fino ai 2.000.000 annui nel 1980, con punte di oltre 18.500 presenze giornaliere. Nel 1994, anno del termine del restauro della Cappella Sistina, i visitatori si attestavano sui 2,5 milioni. Nel 2000, anno del Grande Giubileo, hanno raggiunto i 3 milioni, nel 2007 i 4 milioni, nel 2011 i 5 milioni e nel 2015 i 6 milioni. La media dei visitatori giornalieri, secondo la direttrice Barbara Jatta, si attestava a 28.000 nei periodi pre-pandemici.
I Musei sono aperti dalle 9 alle 16 (chiusura delle sale alle ore 18) dal lunedì al sabato; la domenica i Musei, come durante tutte le altre festività dello Stato Città del Vaticano, sono chiusi, eccetto l'ultima domenica del mese quando sono aperti dalle 9 alle 14 con ingresso gratuito.